# Mala Kopa
Il monte Mala Kopa con 1.571 m s.l.m. è una montagna delle Pohorje nelle Prealpi Slovene nord-orientali. Si trova nella regione della Carinzia in Slovenia nel comune di Ribnica na Pohorju.